# Juda ibn Tibbon

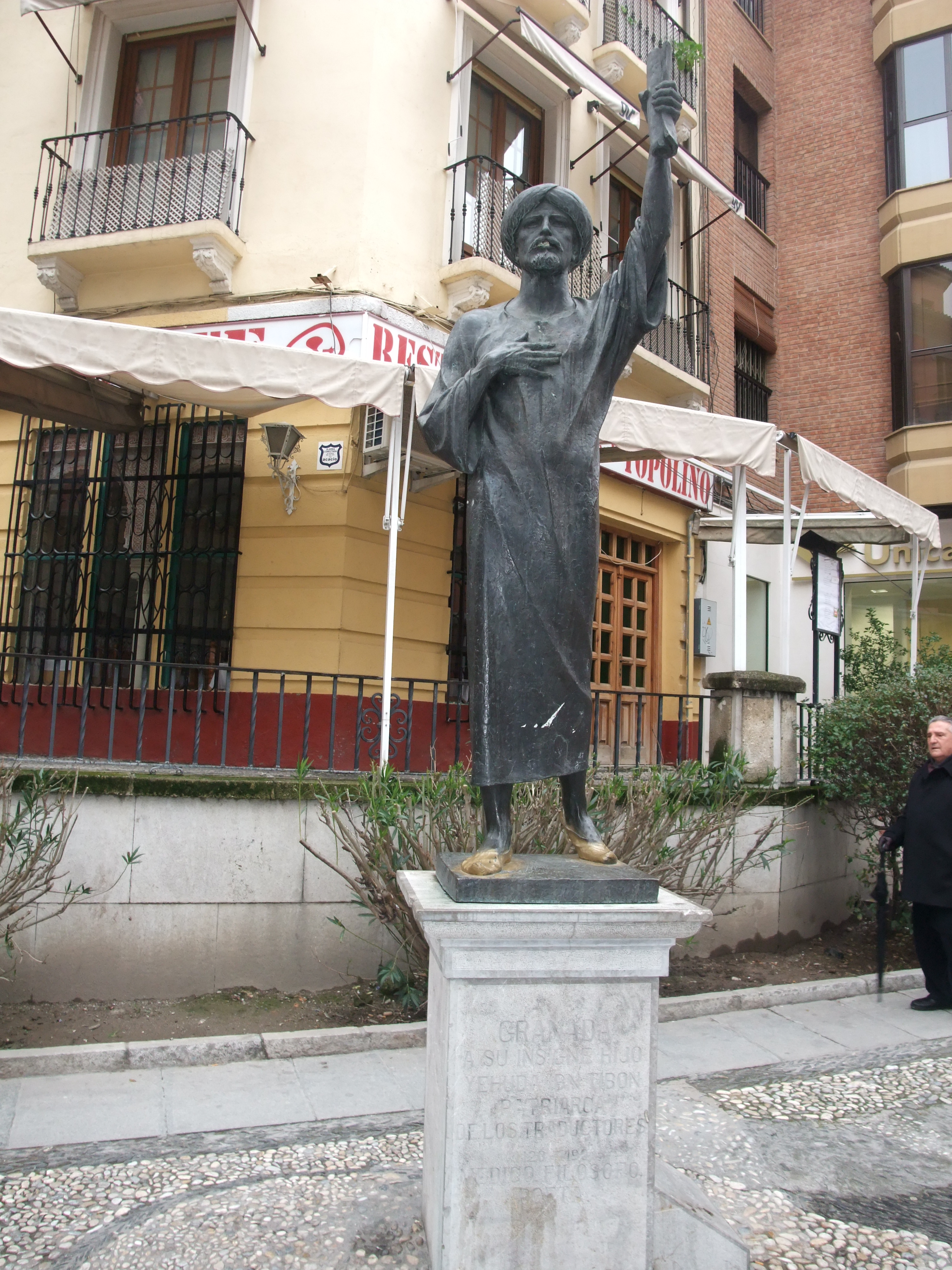
Standbeeld van Juda ibn Tibbon in Granada

Juda ben Saul ibn Tibbon (Granada, 1120 - Marseille, rond 1190) was een rabbijn, arts en schrijver actief in de Languedoc.
Door de vervolgingen van de Amohaden weken veel Joodse families rond 1140 uit van Granada naar de Languedoc. Juda ibn Tibbon vestigde zich in de stad Lunel, waar een kleine Joodse gemeenschap ontstond. Toen Benjamin van Tudela in 1160 Lunel bezocht noemde hij Juda ibn Tibbon als een Joodse arts. Hij was een gerespecteerde rabbijn, een vriend van de rabbijn Meschulam Ben Jacob. Hij lag mee aan de basis van de befaamde Joodse school van Lunel.
Juda ibn Tibbon vertaalde werken naar het Hebreeuws en werd de stichter van een school van vertalers, de Tibboniden. Zijn zoon Samuel Ibn Tibbon (rond 1160 - 1230) overtrof zijn vader nog als vertaler.